# Методие Котевски
Методие Котевски с псевдоним Слободан (на македонска литературна норма: Методије Котевски) е югославски партизанин, деец на НОВМ, генерал-лейтенант от ЮНА.

## Биография
Роден е на 18 януари 1923 година в град Скопие. През 1933 г. завършва основното си образование, а през 1941 г. и гимназия. Преди Втората световна война учи във Философския факултет на Белградския университет. От 1943 година влиза в ЮКП. Участва в комунистическата съпротива във Вардарска Македония като заместник политически комисар на отряд. От 12 септември 1944 година е политически комисар на дванадесета македонска ударна бригада. Партизанин е до май 1945 г. От 1945 до 1949 г. е инструктор в дивизионна болница. Между 1949 и 1951 г. е редактор на вестник в 4-то управление на Генералния щаб на ЮНА. В периода 1951 – 1954 г. е началник на трета военна област. През 1954 г. завършва Висшата военна академия на ЮНА. От 1954 до 1955 г. е началник на отделение в управлението за морално-политическа работа на ЮНА. Преподава във Висшата военна школа на ЮНА по морално-политическо възпитание (1955 – 1960), помощник е по политическо-правните въпроси към военното окръжие в Баня Лука (1960 – 1964). Завършва военното си образование във Военната академия Ворошилов през 1964 г. Между 1964 и 1969 г. е началник на катедра в артилерия във Висшата военна академия на ЮНА. От 1969 до 1971 г. е секретар на конференцията на Съюза на комунистите в Югославия в ЮНА. В периода 1971 – 1974 г. е началник на Управлението за териториална отбрана и гражданска защита в Държавния секретариат за народна отбрана. От 1974 до 1977 г. е помощник заместник-началник на Генералния щаб за териториална отбрана. Между 1977 и 1979 г. е директор на Фонда за управление на жилищата. От 1979 до 1981 г. е помощник-главен инспектор за териториална отбрана и гражданска защита. Излиза в запас през декември 1981 г. Умира на 19 март 2014 г.

## Военни звания
- Майор (1944)
- Подполковник (1950)
- Полковник (1957)
- Генерал-майор (1967)
- Генерал-лейтенант (1975)

## Награди
- Орден за храброст, 1945 година;
- Орден Партизанска звезда с пушки, 1947 година;
- Орден на братството и единството, 1947 година;
- Орден за заслуги пред народа със сребърни лъчи, 1948 година;
- Орден на Народната армия съссребърна звезда, 1952 година;
- Орден за военни заслуги със златни мечове, 1971 година;
- Орден на Народната армия с лавров венец, 1977 година;
- Съветски орден „Червено знаме“, 1981 година.